# Basketbal op de Olympische Zomerspelen 2024
Basketbal was een van de sporten op de Olympische Zomerspelen 2024 in Parijs. In totaal werd door 352 atleten meegedaan aan vier evenementen. In de zaal streden per geslacht twaalf ploegen om de medailles en aan elk 3×3-basketbaltoernooi deden acht teams mee. De groepswedstrijden van het zaaltoernooi werden gespeeld in het Stade Pierre-Mauroy in Rijssel en de finales in de Bercy Arena in Parijs. Het 3×3-basketbal vond plaats op het Place de la Concorde, waar ook het skateboarden, het breakdancen en het freestyle BMX'en werden gehouden.

## Kwalificatie

### 3×3
Bij zowel de mannen als de vrouwen deden er acht teams mee aan het 3×3-toernooi. Frankrijk was als gastland verzekerd van deelname aan een van beide toernooien, afhankelijk van welk team hoger geklasseerd stond. De overige plaatsen waren open voor kwalificatie, waarbij het kwalificatieproces voor de mannen en vrouwen gelijk was opgebouwd. De eerste quotaplaatsen kwamen toe aan de twee of drie hoogst geklasseerde landen op de wereldranglijst per 1 november 2023. Maximaal twee teams per continent konden zich via de ranglijst voor de Spelen plaatsen. In het geval dat de drie hoogst geklasseerde teams allemaal uit hetzelfde continent kwamen, ging de derde quotaplaats naar het eerstvolgende team uit een ander conintent.
De resterende quotaplaatsen werden verdiend via drie opeenvolgende olympische kwalificatietoernooien (OKT). Het eerste en tweede kwalificatietoernooi hadden daarbij als doel een divers deelnemersveld te bevorderen. Bij beide toernooien streden acht teams om één quotaplaats. De deelnemers aan het eerste OKT bestonden uit het gastland van het toernooi – indien nog niet geplaatst voor de Spelen – en de zeven of acht hoogst geklasseerde landenteams die zich eveneens nog niet geplaatst hadden. Daarbij waren de aanvullende eisen dat enkel landen, waarvan geen van de zaalploegen had meegedaan aan de afgelopen twee edities van het olympisch 5×5-toernooi, in aanmerking kwamen voor deelname aan het eerste OKT en dat er maximaal vier landen per continent mochten deelnemen.
Aan het tweede OKT deden in de eerste plaats de hoogst geëindigde landenteams bij de continentale kampioenschappen van Afrika, Azië en Oceanië (gecombineerd), Noord- en Zuid-Amerika (gecombineerd) en Europa mee die zich nog niet geplaatst hadden voor de Spelen. Daarnaast namen ook deel aan het tweede OKT: het gastland van het toernooi – indien nog niet geplaatst voor het OKT of de Spelen – en gastland Frankrijk – indien nog niet geplaatst voor het OKT of de Spelen. Mocht het gastland van het OKT zich al geplaatst hebben, dan mocht door het gastland een vervanger worden voorgesteld. Het deelnemersveld werd aangevuld met de hoogst geëindigde landen op het wereldkampioenschap 2023 die zich nog niet hadden gekwalificeerd voor de Spelen.
Bij het derde en laatste OKT speelden zestien teams om de drie laatste quotaplaatsen. Het gastland van het OKT en Frankrijk deden mee aan het toernooi indien ze zich nog niet geplaatst hebben voor de Spelen. Mocht het gastland van het OKT zich al geplaatst hebben, dan kon het gastland een vervanger voorstellen. Het deelnemersveld werd aangevuld met de minimaal veertien hoogste geklasseerde, nog niet geplaatste teams op de wereldranglijst. Daarbij mochten er minimaal twee en maximaal tien landen per continent vertegenwoordigd zijn.
Mannen
| Toernooi        | Datum            | Locatie    | Plaatsen | Gekwalificeerd                |
| --------------- | ---------------- | ---------- | -------- | ----------------------------- |
| Gastland        | –                | –          | 0        | –                             |
| Wereldranglijst | 1 november 2023  | –          | 3*       | Servië Verenigde Staten China |
| OKT I           | 12–14 april 2024 | Hongkong   | 1        | Letland                       |
| OKT II          | 3–5 mei 2024     | Utsunomiya | 1        | Nederland                     |
| OKT III         | 16–19 mei 2024   | Debrecen   | 3        | Frankrijk Litouwen Polen      |
| Totaal          |                  |            | 8        |                               |

Vrouwen
| Toernooi        | Datum            | Locatie    | Plaatsen | Gekwalificeerd          |
| --------------- | ---------------- | ---------- | -------- | ----------------------- |
| Gastland        | –                | –          | 1*       | Frankrijk               |
| Wereldranglijst | 1 november 2023  | –          | 2*       | China Verenigde Staten  |
| OKT I           | 12–14 april 2024 | Hongkong   | 1        | Azerbeidzjan            |
| OKT II          | 3–5 mei 2024     | Utsunomiya | 1        | Australië               |
| OKT III         | 16–19 mei 2024   | Debrecen   | 3        | Canada Duitsland Spanje |
| Totaal          |                  |            | 8        |                         |

### Zaal
Bij zowel de mannen als de vrouwen deden er twaalf teams mee aan het zaaltoernooi. Frankrijk was als gastland verzekerd van deelname aan beide toernooien. De overige plaatsen waren open voor kwalificatie. Bij de mannen kwalificeerden zeven landenteams zich via het wereldkampioenschap 2023. Het betrof zeven hoogst geëindigde teams van de continenten Afrika (1), Azië (1), Europa (2), Noord- en Zuid-Amerika (2) en Oceanië (1). Daarnaast werden er vier plaatsen vergeven aan de winnaars van de olympische kwalificatietoernooien (OKT). Bij de vrouwen kwalificeerde de wereldkampioen van 2022 zich voor de Spelen. De resterende tien plaatsen werden gevuld met de twee of drie beste teams van elk van de vier OKT.
Mannen
| Toernooi                          | Datum                  | Locatie                 | Plaatsen | Gekwalificeerd          |
| --------------------------------- | ---------------------- | ----------------------- | -------- | ----------------------- |
| Gastland                          | 13 sep. 2017           | –                       | 1        | Frankrijk               |
| Wereldkampioenschap               | 25 aug. – 10 sep. 2023 | Jakarta Okinawa Manilla | 1        | Australië               |
| Wereldkampioenschap               | 25 aug. – 10 sep. 2023 | Jakarta Okinawa Manilla | 1        | Japan                   |
| Wereldkampioenschap               | 25 aug. – 10 sep. 2023 | Jakarta Okinawa Manilla | 2        | Canada Verenigde Staten |
| Wereldkampioenschap               | 25 aug. – 10 sep. 2023 | Jakarta Okinawa Manilla | 2        | Duitsland Servië        |
| Wereldkampioenschap               | 25 aug. – 10 sep. 2023 | Jakarta Okinawa Manilla | 1        | Zuid-Soedan             |
| Olympische kwalificatietoernooien | 2-7 juli 2024          | Valencia                | 1        | Spanje                  |
| Olympische kwalificatietoernooien | 2-7 juli 2024          | Riga                    | 1        | Brazilië                |
| Olympische kwalificatietoernooien | 2-7 juli 2024          | Piraeus                 | 1        | Griekenland             |
| Olympische kwalificatietoernooien | 2-7 juli 2024          | San Juan                | 1        | Puerto Rico             |
| Totaal                            |                        |                         | 12       |                         |

Vrouwen
| Toernooi            | Datum                 | Locatie   | Plaatsen | Gekwalificeerd             |
| ------------------- | --------------------- | --------- | -------- | -------------------------- |
| Gastland            | 13 sep. 2017          | –         | 1        | Frankrijk                  |
| Wereldkampioenschap | 22 sep. – 1 okt. 2022 | Sydney    | 1        | Verenigde Staten           |
| OKT                 | 8 feb. – 11 feb. 2024 | Belém     | 3        | Australië Duitsland Servië |
| OKT                 | 8 feb. – 11 feb. 2024 | Sopron    | 3        | Canada Japan Spanje        |
| OKT                 | 8 feb. – 11 feb. 2024 | Antwerpen | 2        | België Nigeria             |
| OKT                 | 8 feb. – 11 feb. 2024 | Xi'an     | 2        | China Puerto Rico          |
| Totaal              |                       |           | 12       |                            |

## Medailles

### Medaillewinnaars

#### 3×3
| Onderdeel | Goud | Goud                                                            | Zilver | Zilver                                                               | Brons | Brons                                                                 |
| --------- | ---- | --------------------------------------------------------------- | ------ | -------------------------------------------------------------------- | ----- | --------------------------------------------------------------------- |
| Mannen    | NED  | Jan Driessen Dimeo van der Horst Worthy de Jong Arvin Slagter   | FRA    | Lucas Dussoulier Timothé Vergiat Jules Rambaut Franck Seguela        | LTU   | Šarūnas Vingelis Gintautas Matulis Aurelijus Pukelis Evaldas Džiaugys |
| Vrouwen   | GER  | Marie Reichert Elisa Mevius Sonja Greinacher Svenja Brunckhorst | ESP    | Vega Gimeno Sandra Ygueravide Juana Camilión Gracia Alonso de Armiño | USA   | Dearica Hamby Cierra Burdick Hailey Van Lith Rhyne Howard             |

#### Basketbal
| Onderdeel | Goud             | Zilver    | Brons     |
| --------- | ---------------- | --------- | --------- |
| Mannen    | Verenigde Staten | Frankrijk | Servië    |
| Vrouwen   | Verenigde Staten | Frankrijk | Australië |

### Medaillespiegel
| Plaats | Land             | NOC    | Goud | Zilver | Brons | Totaal |
| ------ | ---------------- | ------ | ---- | ------ | ----- | ------ |
| 1      | Verenigde Staten | USA    | 2    | 0      | 1     | 3      |
| 2      | Duitsland        | GER    | 1    | 0      | 0     | 1      |
| 2      | Nederland        | NED    | 1    | 0      | 0     | 1      |
| 4      | Frankrijk        | FRA    | 0    | 3      | 0     | 3      |
| 5      | Spanje           | ESP    | 0    | 1      | 0     | 1      |
| 6      | Australië        | AUS    | 0    | 0      | 1     | 1      |
| 6      | Litouwen         | LTU    | 0    | 0      | 1     | 1      |
| 6      | Servië           | SRB    | 0    | 0      | 1     | 1      |
| Totaal | Totaal           | Totaal | 4    | 4      | 4     | 12     |